# Logosofia

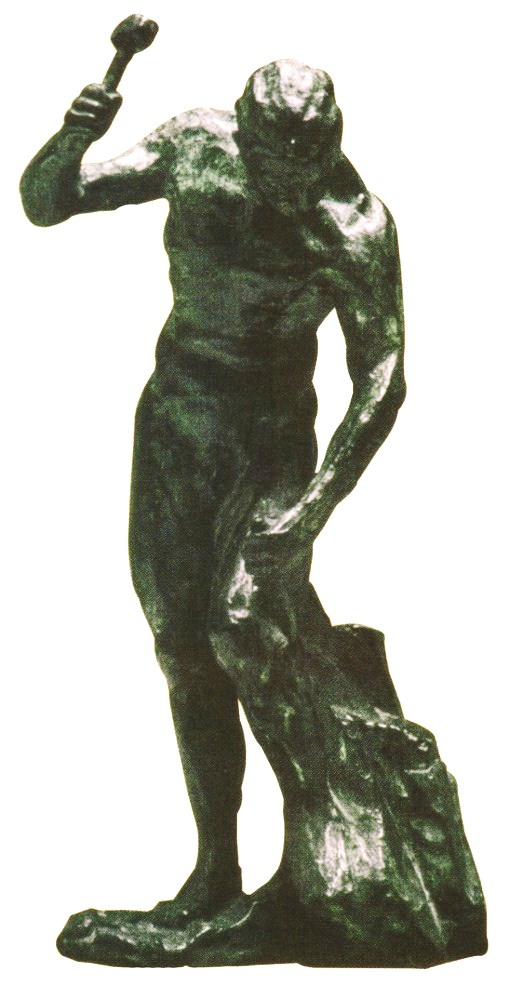
Homem esculpindo-se a si mesmo, do artista uruguaio Yandí Luzardo, inspirada no princípio da evolução consciente proposto pela logosofia.

A logosofia (do grego λόγος - logos = palavra, verbo e σοφία - sophia = sabedoria, ciência original) é uma escola ou um método de ensino desenvolvido pelo pensador e educador humanista Carlos Bernardo González Pecotche, que busca oferecer ferramentas de ordem conceitual e prática para obter o auto aperfeiçoamento, por meio de um processo de evolução consciente que conduz ao conhecimento de si mesmo.
Estabelece que os pensamentos são autônomos e independentes da vontade individual, e que nascem e cumprem suas funções sob a influência de estados psíquicos ou morais, próprios ou de outrem. Tem como finalidade libertar as faculdades mentais das influências sugestivas, para que o indivíduo, pensando melhor, compreenda os verdadeiros objetivos da vida.
Pretende com isso, estimular os alunos para que sejam pessoas cada vez melhores e mais conscientes de seus atos, palavras e sentimentos. Segundo sua diretora do Colégio Logosófico de Brasília: “Trabalham todos os conteúdos como nas outras escolas, só que não focam apenas no cognitivo, mas também na parte moral e espiritual do ser humano”.
A escola logosófica dá a conhecer um método e um conjunto próprio de disciplinas que objetivam levar o homem ao conhecimento de si mesmo, dos semelhantes, de Deus, do universo e de suas leis eternas, e ainda como uma nova forma de sentir e conceber a vida, por apresentar uma nova concepção do homem, de sua organização psíquica e mental e da vida humana em suas mais amplas possibilidades e projeções.
Com a criação da primeira sede da Fundação Logosófica na cidade de Córdoba, Argentina, surge a logosofia em 1930.
Raumsol, criou, além da Fundação Logosófica, o Setor Infantil (apenas para filhos de estudantes) e o Setor de Adolescentes (para qualquer adolescente ou jovem que queira estudar, mesmo não sendo filho de estudantes).

## Etimologia

Logos, grafia grega

O Logos (em grego λόγος, palavra), no grego, significava inicialmente a palavra escrita ou falada — o Verbo. Mas a partir de filósofos gregos como Heráclito passou a ter um significado mais amplo. Logos passa a ser um conceito filosófico traduzido como razão, tanto como a capacidade de racionalização individual ou como um princípio cósmico da Ordem e da Beleza.
Sophia (em grego Σοφία, sabedoria) é o que detém o "sábio" (em grego σοφός, "sofós"). É um conceito que distingue-se de "esperteza" ou do comumente é chamado "inteligência".
O nome "logosofia" combina as raízes gregas “logos” e “sophia”, as quais González Pecotche adotou com significados específicos respectivamente de "verbo criador ou manifestação do saber supremo", e "ciência original ou sabedoria", para  "designar uma nova linha de conhecimentos, uma escola, um método e uma técnica que lhe são eminentemente próprios".

## O autor
Carlos Bernardo González Pecotche, argentino, também conhecido pelo pseudônimo Raumsol, nasceu em 11 de agosto de 1901 em Buenos Aires, e viveu até 4 de abril de 1963. Filho de Jorge N. González e Maria Pecotche de González, casou-se com Paulina Eugenia Puntel em 8 de outubro de 1924 e teve um filho, Carlos Federico González Puntel, nascido em 10 de julho de 1925.
Expôs seu pensamento em uma extensa bibliografia, que inclui livros (em vários gêneros), coleções de revistas (Aquarius, 1931-1939, e Logosofía, 1941-1947), o jornal "El Heraldo Raumsólico" (1935-1938), editados sob sua direção, além das conferências proferidas na Argentina, no Brasil e no Uruguai.

## Princípios

### Objetivos da logosofia
Alguns objetivos centrais da logosofia são: a evolução consciente do homem mediante a organização de seus sistemas mental, sensível e instintivo; o conhecimento de si mesmo, que implica o domínio pleno dos elementos que constituem o segredo da existência de cada um; o conhecimento do mundo mental, transcendente ou metafísico, onde têm origem todas as ideias e pensamentos que fecundam a vida humana; o desenvolvimento e o domínio profundos das funções de estudar, de aprender, de ensinar, de pensar e de realizar.
Não se trata de investigar a psicologia dos demais, é a psicologia de si mesmo o assunto de estudo e é com miras a realizar esse estudo sem equívocos nem omissões que a logosofia expressa que seu método orienta para as partes mais essenciais desse conhecimento.
Afirma que o próprio aperfeiçoamento que conduz ao conhecimento de si mesmo não teria maior andamento se não se achasse assistido pela ideia de ajudar ao semelhante, de quem cada um necessita ao longo de seu processo de evolução consciente para realizar suas observações e realizar cotejos e confrontações de suma utilidade nos reajustes internos individuais.

### Logosofia e educação
A pedagogia logosófica é o sistema pedagógico que se baseia nos ensinamentos da logosofia. É ênfase da pedagogia logosófica desenvolver no aluno o interesse pelo conhecimento (em todas as suas formas), além da percepção do quão proveitoso é para a própria vida conhecer a si mesmo.
A logosofia propõe que todo processo de renovação da educação comece necessariamente por um processo de autoconhecimento e renovação do próprio docente, haja vista que "querer renovar sem haver renovado a si mesmo é como querer dar o que não se possui".
Por isto, é necessário ao educador que se preste a empregar a pedagogia logosófica que busque superar-se, constituindo também um exemplo aos seus alunos do que ensina e recomenda-se que ele esteja realizando o processo de evolução consciente preconizado pela logosofia. É também princípio da pedagogia logosófica a vinculação sensível entre docente e discente, pelo cultivo do afeto, princípio fixador das relações humanas. No ambiente de ensino em que se emprega tal modalidade de ensino, é essencial que se preze por cultivar qualidades morais e éticas como o respeito, alegria, disciplina, tolerância, ajuda sincera, liberdade e estímulo ao saber, ao anelo de ser melhor e à prática constante do bem. Uma das coisas as quais se dedica o educador ao seguir essa pedagogia é no favorecimento das manifestações tutelares do espírito da criança e do adolescente e o acercamento de estímulos naturais e positivos, indispensáveis à formação do caráter.
Também é essencial que haja ação conjunta e integrada entre o lar e a escola, como instituições educacionais básicas.
Em sua tese de doutorado intitulada "Educar o indivíduo é promover seu processo de evolução consciente", o dr. Elie Cohen Gewerc, baseando-se na pedagogia logosófica, propõe um enfoque pedagógico radicalmente novo em relação ao modelo atual: a evolução consciente. Diz que "A tendência habitual é projetar o ser para fora de si, para que se instale no mundo ambiente". Com a nova pedagogia logosófica, "o primordial é levá-los a investigar e conhecer seu próprio mundo interno".

### Posição em relação às crenças
Desde o ponto de vista logosófico, a crença foi uma das causas que mais entorpeceu o desenvolvimento moral e espiritual do ser humano, ao produzir certo grau de inibição mental que dificulta e ainda chega a anular a função de razoar, afirmando que assim é como o homem fica exposto ao engano e má fé daqueles que tiram partido dessa situação, chegando a admitir até as coisas mais inverossímeis.
Utilizando o neologismo psiqueálise, a logosofia assinala que é na mente das crianças onde é produzida a paralisação de uma zona mental, produto do inculcamento dogmático de ideias que alteram a faculdade de entender e discernir dificultando o livre exercício de suas funções mais elevadas. Daí que a logosofia institua a necessidade da revisão de todo conceito velho ou novo admitido sem reflexão e análise, incluindo os formulados por esta própria doutrina filosófica, ainda quando suas afirmações pareçam inobjetáveis. É só mediante a experimentação e revisão contínua do compreendido como se assegura um processo de aprendizagem em evolução que, por sua vez, o irá liberando dos ressaibos de toda fórmula dogmática.

### Configuração psicológica do ser humano segundo a logosofia
A logosofia afirma que o ser humano tem uma configuração bio-psico-espiritual. Propõe que a face psicológica está composta por um sistema mental, um sistema sensível e um sistema instintivo.
No sistema mental, descreve a existência, por um lado, de uma série de faculdades como a de pensar, a razão, o entendimento, a intuição, a observação, a imaginação, e outras entre as que inclui as que denomina acessórias. Chama a inteligência de faculdade máxima ao englobar a todas as demais. Existiriam, segundo a logosofia, duas mentes, uma primordialmente dedicada às atividades comuns e outra às transcendentes.
Por outro lado, afirma a existência de uma região onde residem os chamados "pensamentos", que define como entidades autônomas e independentes da vontade individual, que nascem e cumprem suas funções sob a influência de estados psíquicos e morais próprios ou alheios. Alguns exemplos seriam propósitos, preconceitos ou crenças de origens religiosa, ideológica ou qualquer outra; também considera pensamentos às chamadas deficiências como a vaidade, a falta de vontade ou o egoísmo, e as que denomina antideficiências, como a modéstia, a resolução, a equanimidade, etc. Outros exemplos de pensamentos seriam a propaganda publicitária, as modas, os hábitos, as tradições sociais, etc.
A logosofia propõe classificar tais pensamentos na própria mente para estudá-los e selecioná-los segundo estabelece seu método; algumas destas classificações são: "próprios e alheios", "dependentes e independentes da vontade", "bons e maus", "úteis e inúteis", "dominantes e benignos", "intermitentes e obsessivos", etc. Tal proposta de classificação levaria à gradual reconquista da autoridade da consciência sobre a própria mente.
Em relação ao sistema sensível, afirma que tem uma zona com faculdades sensíveis como as de amar, sentir, perdoar, compadecer, sofrer, agradecer e consentir. Segundo a logosofia, estas faculdades em conjunto formam a sensibilidade, que é a que sustentaria o indivíduo em sua fase anímica. A outra zona, diz, corresponde aos sentimentos. Alguns exemplos de sentimentos que expressa são o amor, o afeto, a gratidão, etc. Afirma que os sentimentos se perpetuam pelo estímulo incessante da causa que lhes deu origem.
O sistema instintivo contaria com as energias que o ser humano teve que utilizar nas primeiras idades em sua defesa, incitado pelas exigências da vida primitiva. Afirma que, passadas essas etapas, em lugar de encaminhar essas energias instintivas e subordiná-las aos outros dois sistemas, foi alterado o processo que -diz- deveu seguir, existindo ainda no presente um predomínio do instinto sobre os outros dois sistemas que descreve. Expressa que o ódio, a vingança, a cobiça, a luxúria, o ciúme, entre outros, aparecem aguçando-se na regição instintiva desnaturalizada do ser humano, explicitando que estes não seriam "maus sentimentos", como por ocasiões são chamados, já que não poderia ser um sentimento o criado pelas paixões inferiores do ser humano. Segundo a logosofia, mediante a evolução consciente que preconiza, o instinto pode ser liberado dos aspectos que o inferiorizam.

### Pedagogia e método logosófico
O método logosófico consiste de três partes: a expositiva, a aplicada e a de aperfeiçoamento. As três partes se encontram intimamente ligadas entre si e juntas concorrem à finalidade da evolução consciente do indivíduo e sua exaltação ao máximo de conhecimento humano na ordem transcendente.
Em sua parte expositiva, utiliza um método didático não sistematizado. Tal técnica foi filosoficamente criticada, assinalando-se que "Além de suas interessantes observações sobre a tragédia do mundo contemporâneo e a polidez de seu estilo, o ordenamento que usa parece-nos ainda em vias de cristalização", no entanto, a didática não sistematizada é utilizada ex-professo segundo seu próprio autor, que afirma que sua pedagogia é "psicodinâmica", de modo a estimular o leitor a pensar. Assinalou-se que a didática logosófica neste sentido se assemelha ao hipertexto, em que, por exemplo, um parágrafo de um livro explica um de outro livro.
Esta técnica pedagógica que contém o método logosófico também foi descrita como um "método espiral", que consiste em realizar um estudo genérico inicial, voltando-se depois ao mesmo tópico com maior profundidade e assim sucessivamente, de forma indeterminada. No entanto, o autor assinala alguns temas a serem encarados em um primeiro momento, como o sistema mental, a conformação da inteligência e suas faculdades, os pensamentos, as deficiências caracterológicas típicas, o sistema sensível e suas faculdades, os sentimentos, o processo de evolução consciente, as leis universais, entre outros.
A parte aplicada do método expressa que estudar logosofia não significa somente ler livros, se não especialmente passar à aplicação e corroboração na vida diária do que seu estudo sugere ao estudante. O autor da logosofia desaconselha crer no que se estuda, por mais certas que pareçam suas próprias afirmações. O aspecto prático assinalado é considerado de fundamental relevância para alcançar gradualmente porções reais de saber, em contraposição à mera ilustração ou erudição, descartando esses enfoques que a logosofia afirma serem memóricos e inoperantes.
Víctor Valenzuela, explicando a parte prática em seu livro "Hombres y temas de iberoamérica", editado em Nova Iorque, assinala que as aptidões e tendências de cada estudante, ao serem observadas por si mesmo, estimulam que dita prática se oriente selecionando os tópicos mais afins com as características psicológicas próprias, pelo que se ampliam as possibilidades de assimilação ao coincidir esses temas com necessidades reais e às vezes imediatas do ser. Por esta razão, o método logosófico de aplicação não é rígido nem mecânico, respeita o livre arbítrio e contempla os diferentes graus de evolução, capacidade e as circunstâncias que rodeiam cada psicologia.
A parte de aperfeiçoamento do método logosófico consiste em que nunca um processo de mudanças internas fica terminado ou saldado, sem que seja constantemente aperfeiçoado através da didática em espiral da logosofia.
Simultaneamente, o método logosófico prescreve como complemento ao estudo e prática individual, seu estudo e prática no coletivo, assegurando que a confrontação de compreensões, investigações e experiências permite verificar se sobre o tema em estudo foram vistos todos seus aspectos, ou ao menos os mais acessíveis. Esta face coletiva do método e pedagogia logosófica é realizada nas sedes culturais da Fundação Logosófica em formas de núcleos de estudo de diversos tipos e especialidades.

### Logosofia e a Filosofia Tradicional
O saber logosófico não tem pontos de referência com nenhum ramo do saber comum, seja ciência, filosofia, psicologia, etc., ou seja, suas concepções são originais e não foram baseadas em nenhuma outra corrente de pensamento existente, conforme expressado por seu próprio autor.
Desde muito tempo, poderíamos dizer desde que o homem começou  sentir as primeiras inquietudes a respeito das razões de sua própria existência, foi preocupação permanente encontrar ou descobrir a palavra mestra que guiasse o entendimento até os mais altos cumes do saber, acima das ciências e das crenças admitidas. Essa palavra viria a constituir-se na ciência-mãe dos homens, cuja função primordial seria a de abrir à inteligência humana as portas que dão acesso ao conhecimento das supremas verdades. (...) A essa ciência universal e ilimitada deu-se o nome de filosofia, porquanto de algum modo se devia chamá-la quando a ela se aludisse.
(...) Para a logosofia a filosofia não é precisamente a ciência-mãe; mas pode ser considerada, sim, a ciência de enlace entre esta e as comuns, e isto porque a filosofia não estabelece os princípios do ser e do saber. Não determina tampouco qual é a razão da ordem que impera na Criação nem apresenta a origem das leis que governam o espaço, o tempo e todas as formas de existência contidas no Universo. Com frequência ela precisou recorrer à lógica para auxiliar-se em determinadas circunstâncias. A lógica é, no conceito logosófico, a ciência da sensatez. Assim, por exemplo, quando a filosofia tentou penetrar no campo das combinações mentais ou operações da inteligência humana, sempre se viu limitada pela ausência de noções sobre o mecanismo dominante do espírito, em estreita relação com as leis supremas que estabelecem em cada caso o mérito de suas aplicações. Além disso, as referidas leis supremas, por serem independentes da natureza dos pensamentos humanos, são a expressão mais viva das regras absolutas que regem o entendimento e alcançam também todos os pensamentos que agem dentro da mente.
Sobre a diferença entre a logosofia e a filosofia, González Pecotche explica:
| “ | A logosofia conta com duas forças poderosas que, ao unir-se e irmanar-se, levam o homem a cumprir os dois fins de sua existência: evoluir para a perfeição e constituir-se em um verdadeiro servidor da humanidade. Uma dessas forças é o conhecimento que brinda à mente humana; a outra, o afeto que ensina a realizar nos corações. A ciência corrente carece desse afeto, dessa força; é fria e rígida e, às vezes, especulativa e intemperante, como no caso da filosofia; ao contrário, a logosofia é conciliadora. Eis aí a grande diferença e o que explica porque é capaz de realizar prodígios na alma humana, que até parecem inconcebíveis àqueles que permanecem alheios a tais possibilidades. | ” |

### Contribuição humanista
González Pecotche expõe a logosofia como um novo tipo de humanismo, novo quando diferencia-se na  contribuição que possa dar em relação aos trabalhos de outros humanistas:
| “ | Diferentemente, pois, do conceito generalizado, nosso humanismo parte do próprio ser sensível e pensante, que busca consumar dentro de si o processo evolutivo que toda a humanidade deve seguir. Sua realização nesse sentido haverá, depois, de fazer dele um exemplo real daquilo que cada integrante da grande família humana pode alcançar.” | ” |

## Instituições logosóficas
As instituições logosóficas são entidades sem fins lucrativos que têm o objetivo de serem centros difusores da logosofia, além de brindar o ambiente necessário para seu estudo e prática.
Atualmente, existem instituições logosóficas nos seguintes países:
- Argentina
- Brasil
- Espanha
- Estados Unidos
- Israel
- México
- Venezuela
- Uruguai

Existem estudantes residentes, ainda, que realizam núcleos de estudo em países que ainda não contam com qualquer sede de exclusivo estudo logosófico. Se encontram atualmente sob essas condições grupos de estudantes na Alemanha, Austrália, Canadá, França, Itália, Reino Unido, entre outros.

## Reconhecimentos

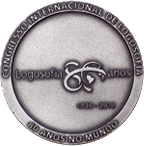
Homenagem recebida pela Casa da Moeda do Brasil (verso)

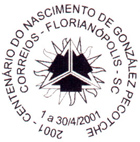
Carimbo comemorativo 2001.

Diversos reconhecimentos e homenagem foram prestados ao autor da Logosofia em seu país de origem, a Argentina, assim como no Brasil e no Uruguai.
Em abril de 2001, os Correios do Brasil emitiram um carimbo comemorativo ao centenário de nascimento de González Pecotche.
A Fundação Logosófica é reconhecida no Brasil como uma Instituição de Utilidade Pública Federal, desde 1969, pelo trabalho cultural que realiza.
González Pecotche foi homenageado pela Casa da Moeda do Brasil, no dia 13 de agosto de 2010, em Brasília, em solenidade realizada durante a abertura do congresso Internacional de Logosofia em comemoração aos 80 anos de existência da Logosofia no mundo, com o lançamento de uma medalha comemorativa em ouro, prata e bronze. Este congresso contou com a presença de mais de três mil estudantes de Logosofia de todo o Brasil e de mais 13 países e propiciou aos participantes a troca de experiências sobre os resultados que vêm obtendo em suas vidas com o estudo da Logosofia.